# Sudamericano de Rugby B 2023
El Sudamericano de Rugby B de 2023, llamado oficialmente como Cuatro Naciones Sudamericano fue la vigésima primera edición del torneo.
El torneo se disputó íntegramente en el Estadio Héroes de Curupayty de Asunción entre el 19 y 27 de agosto. Fue la primera vez en la que el segundo seleccionado de Chile participó en el torneo.

## Equipos participantes
- Brasil
- Chile XV
- Colombia
- Paraguay

## Posiciones
| Pos. | Equipo   | Encuentros | Encuentros | Encuentros | Encuentros | Tantos  | Tantos    | Tantos     | Puntos |
| Pos. | Equipo   | jugados    | ganados    | empatados  | perdidos   | a favor | en contra | diferencia | Puntos |
| ---- | -------- | ---------- | ---------- | ---------- | ---------- | ------- | --------- | ---------- | ------ |
| 1    | Brasil   | 3          | 3          | 0          | 0          | 132     | 41        | +91        | 15     |
| 2    | Paraguay | 3          | 2          | 0          | 1          | 98      | 75        | +23        | 9      |
| 3    | Chile XV | 3          | 1          | 0          | 2          | 96      | 73        | +23        | 6      |
| 4    | Colombia | 3          | 0          | 0          | 3          | 33      | 171       | -138       | 0      |

Nota: Se otorgan 4 puntos al equipo que gane un partido, 2 al que empate y 0 al que pierda
Puntos Bonus: 1 punto por marcar 3 tries o más de diferencia que el rival (BO) y 1 al equipo que pierda por no más de 7 tantos de diferencia (BD).

## Resultados

### Primera fecha
| 19 de agosto | Brasil | 27 - 12 | Chile XV |  |  |

| 19 de agosto | Paraguay | 50 - 7 | Colombia |  |  |

### Segunda fecha
| 23 de agosto | Brasil | 64 - 7 | Colombia |  |  |

| 23 de agosto | Paraguay | 29 - 27 | Chile XV |  |  |

### Tercera fecha
| 27 de agosto | Colombia | 19 - 57 | Chile XV |  |  |

| 27 de agosto | Paraguay | 22 - 41 | Brasil |  |  |

| Bandera de Brasil |
| Campeón Brasil    |
| Octavo título     |